# Alcazarized
Alcazarized utkom 2003 och är popgruppen Alcazars andra studioalbum. Det var det första albumet med den då nya medlemmen Magnus Carlsson.

## Medlemmar
- Andreas Lundstedt
- Magnus Carlsson
- Tess Merkel
- Annika Kjærgaard

## Låtlista
1. Dance With The DJ (Hidden before I Love The Dj)
2. I Love The Dj
3. Celebrate The Night
4. Menage A Trois
5. Dancefloor Docusoap
6. Not a Sinner, Nor a Saint
7. Funky Feet
8. I Go Shopping
9. Last Days Of Disco
10. Chemistry
11. Love Life
12. Wonderland
13. Singing To Heaven
14. Here I Am
15. Someday/Save My Pride